# Question arménienne
La question arménienne est une terminologie utilisée au cours de l'Histoire de l'Europe, en particulier dans les milieux diplomatiques et dans la presse populaire après le congrès de Berlin en 1878. Comme pour la question d'Orient, elle se réfère aux problèmes diplomatiques et politiques relatifs aux Arméniens de l'Empire ottoman, rencontrés par les diplomaties à la suite de la guerre russo-turque de 1877-1878. La question arménienne est donc relative à la sécurité et à la volonté d'autonomie des Arméniens vis-à-vis des communautés environnantes, exprimée approximativement des années 1870 aux années 1910.

## Historique

### Prémices
Si la diplomatie européenne s'occupe pour la première fois des Arméniens lors de la révolte de Zeïtoun de 1862, qui voit notamment l'intervention personnelle de Napoléon III,, c'est surtout à l'issue de la guerre guerre russo-turque de 1877-1878 que la question arménienne émerge véritablement.

### De la guerre russo-turque jusqu'au Traité de Berlin (1878)
La guerre russo-turque de 1877-1878 voit l'avancée russe en Arménie ottomane, l'armée impériale s'emparant notamment de Bayazet et de Kars. Les Arméniens obtiennent des négociateurs russes l'article 16 du Traité de San Stefano (3 mars 1878), qui prévoit des réformes immédiates pour les Arméniens ottomans et dont voici le texte,,, :

« Article 16 : Comme l'évacuation par les troupes russes, des territoires qu'elles occupent en Arménie et qui doivent être restitués à la Turquie, pourrait y donner lieu à des conflits et à des complications préjudiciables aux bonnes relations des deux pays, la Sublime Porte s'engage à réaliser sans plus de retard les améliorations et les réformes exigées par les besoins locaux dans les provinces habitées par les Arméniens et à garantir leur sécurité contre les Kurdes et les Circassiens. »

Cependant, le Traité de San Stefano est révisé lors du congrès de Berlin, qui a lieu à l'été 1878,. Une délégation arménienne menée par Mkrtich Khrimian se rend au congrès avec l'assentiment de Nersès Varjapétian pour y porter un projet d'autonomie administrative pour l'Arménie inspiré du statut du Liban de 1861,,,. La délégation de Mkrtich Khrimian n'est toutefois pas admise aux travaux du congrès ; source d'amertume, cette situation lui fait avoir la célèbre formule : « Les Puissances puisaient à la marmite avec une louche en acier ; nous autres, Arméniens, n'avions qu'une louche en papier », la louche en papier symbolisant sa pétition. Du congrès découle le Traité de Berlin (13 juillet 1878), dont l'article 61, consacré aux Arméniens, atténue les promesses de l'article 16 du Traité de San Stefano. En effet, il évoque la nécessité de réformes dans les provinces arméniennes, mais soumet leur application au contrôle des puissances,,,, :

« Article 61 : La Sublime Porte s'engage à réaliser sans plus de retard les améliorations et les réformes qu'exigent les besoins locaux des provinces habitées par les Arméniens et à garantir leur sécurité contre les Circassiens et les Kurdes. Elle donnera connaissance périodiquement des mesures prises à ces effets aux Puissances qui en surveilleront l'application. »

Début de la question arménienne, qui est évoquée pour la première fois lors d'une conférence internationale, et qui se retrouve donc « internationalisée », l'article 61 n'est jamais appliqué, mais est source d'espoirs pour les Arméniens, tout en nourrissant la méfiance des autorités ottomanes vis-à-vis de cette minorité, ainsi désignée comme la cause d'une menace permanente pour la souveraineté de l'Empire ottoman. Cette question est cependant presque immédiatement oubliée par les grandes puissances, alors occupées à étendre leur empire colonial en Afrique et en Asie, et privilégiant la voie de l'impérialisme économique pour étendre leur influence dans l'Empire ottoman. Ainsi, jusqu'en 1881, les grandes puissances se contentent d'envoyer des notes plus ou moins identiques au sultan lui rappelant ses obligations. Puis, leur concert s'effrite : l'Allemagne et l'Autriche le quittent, et la Russie, gouvernée par Alexandre III après l'assassinat de son père la même année, se désintéresse de la question arménienne.

### Massacres hamidiens (1894-1896) et projet de réformes (1895)
Dans les années 1880 et 1890, les premiers partis politiques arméniens (parti Arménagan, parti social-démocrate Hentchak et Fédération révolutionnaire arménienne) apparaissent ; l'une de leurs revendications est l'application de l'article 61. Ainsi, en 1890, lors de la manifestation de Koum-Kapou, des Hentchakistes forcent le patriarche arménien de Constantinople Horen Ier Achekian à délivrer au sultan un manifeste demandant l'application de l'article 61.

### Le projet de réformes en Arménie ottomane (1912-1914)
Le projet de réformes en Arménie ottomane, aussi appelé accord de Yeniköy, est un plan de réformes négocié entre octobre 1912 et février 1914 par les grandes puissances en faveur des Arméniens ottomans et plus précisément en faveur de leur foyer de peuplement que sont les six vilayets (ou Arménie occidentale), à l'est de l'Empire ottoman. Après des décennies de persécutions qui atteignent leur apogée lors des massacres hamidiens (1894-1896) puis des massacres d'Adana (1909), les Arméniens ottomans, alors en plein éveil national, sont de plus en plus nombreux à demander des réformes au cours du XIXe siècle et au début du XXe siècle, appuyant notamment leurs revendications sur l'article 61 du Traité de Berlin (1878) par lequel l'État ottoman s'était engagé à en mettre en œuvre dans ses provinces orientales sans toutefois avoir tenu cette promesse.
Pendant un an et demi, l'Empire russe, le Royaume-Uni, l'Empire allemand, la France, l'Empire austro-hongrois et l'Empire ottoman, mais aussi les instances dirigeantes des Arméniens ottomans eux-mêmes, négocient un plan de réformes destiné à mettre fin aux exactions subies par les Arméniens ainsi qu'à assurer une certaine autonomie aux provinces arméniennes et ce sous surveillance européenne. Ce plan de réformes, signé le 8 février 1914 par le gouvernement ottoman, prévoit ainsi la création de deux provinces en Arménie ottomane, chacune administrée par un inspecteur général européen chargé de gérer les questions relatives aux Arméniens. Dernier épisode de la question arménienne avant l'anéantissement quasi-total de cette minorité lors du génocide de 1915, le projet est abrogé le 16 décembre 1914, quelques mois après l'entrée de l'Empire ottoman dans la Première Guerre mondiale, sans jamais avoir été mis en place.

#### Sources
- Marcel Léart (Krikor Zohrab), La Question arménienne à la lumière des documents, Paris, Agustin Challamel, 1913, 76 p. (BNF 30758142, lire en ligne sur Gallica ).

#### Histoire générale de l'Arménie
- Annie Mahé et Jean-Pierre Mahé, Histoire de l'Arménie des origines à nos jours, Paris, Éditions Perrin, coll. « Pour l'histoire », 2012, 745 p. (ISBN 978-2-262-02675-2, BNF 42803423)

#### Question arménienne
- (en) Richard G. Hovannisian (dir.), « The Armenian Question in the Ottoman Empire, 1876-1914 », dans Richard G. Hovannisian, The Armenian People From Ancient to Modern Times, vol. II : Foreign Dominion to Statehood: The Fifteenth Century to the Twentieth Century, Palgrave Macmillan, 2004 (1re éd. 1997), 493 p. (ISBN 978-1-4039-6422-9), p. 203-238
- Claire Mouradian, « La question d'Orient ou la sanglante agonie de « l'homme malade » », Revue d'histoire de la Shoah, Centre de documentation juive contemporaine, vol. 177-178, nos 1-2 « Ailleurs, hier, autrement : connaissance et reconnaissance du génocide des Arméniens »,‎ janvier-août 2003, p. 63-87 (lire en ligne)
- Anahide Ter Minassian, chap. XII « L'Arménie et l'éveil des nationalités (1800-1914) », dans Gérard Dédéyan (dir.), Histoire du peuple arménien, Éditions Privat, 2007, 991 p. (ISBN 978-2708968745), p. 475-521
- Claire Mouradian, « La diplomatie des « petites nations » : 1913-1923, une décennie de (vaines) tentatives pour résoudre la question arménienne », Revue d'histoire de la Shoah, Centre de documentation juive contemporaine, vol. 202, no 1,‎ 2015, p. 373-505 (DOI 10.3917/rhsho.202.0373, lire en ligne)
- (en) Hans-Lukas Kieser, Mehmet Polatel et Thomas Schmutz, « Reform or cataclysm? The agreement of 8 February 1914 regarding the Ottoman eastern provinces », Journal of Genocide Research, Routledge, vol. 17, no 3 « The Armenian Genocide After 100 Years: New Historical Perspectives »,‎ 2015, p. 285-304 (DOI 10.1080/14623528.2015.1062283, lire en ligne ).

#### Mouvement arménophile
- Edmond Khayadjian, Archag Tchobanian et le mouvement arménophile en France, Alfortville/impr. en Pologne, Sigest, 2021 (1re éd. 1986), 360 p. (ISBN 978-2376040491)
- Vincent Duclert et Gilles Pécout, « La mobilisation intellectuelle face aux massacres d'Arménie », dans André Gueslin et Dominique Kalifa (dir.), Les Exclus en Europe (1830-1930), Paris, Éditions de l'Atelier, coll. « Patrimoine », 1999, 480 p. (ISBN 978-2708234154), p. 323-344
- Agnès Vahramian, « De l'Affaire Dreyfus au mouvement arménophile : Pierre Quillard et Pro Armenia », Revue d'histoire de la Shoah, Centre de documentation juive contemporaine, nos 177-178 « Ailleurs, hier, autrement : connaissance et reconnaissance du génocide arménien »,‎ janvier-août 2003, p. 335-355 (ISBN 978-2850566400, lire en ligne)
- Claire Mouradian (dir.), Edmond Khayadjian, Anahide Ter Minassian, Dzovinar Kévonian et Léon Ketcheyan, Arménie, une passion française : Le mouvement arménophile en France, 1878-1923, Paris, Magellan et Cie, 2007, 160 p. (ISBN 978-2-35074-072-0)
- Vincent Duclert, « Jean Jaurès et la défense des Arméniens : Le tournant du discours du 3 novembre 1896 », Cahiers Jaurès, vol. 217, no 3,‎ 2015, p. 63-88 (DOI 10.3917/cj.217.0063, lire en ligne )